# Prząsław (gromada)
Prząsław – dawna gromada, czyli najmniejsza jednostka podziału terytorialnego Polskiej Rzeczypospolitej Ludowej w latach 1954–1972.
Gromady, z gromadzkimi radami narodowymi (GRN) jako organami władzy najniższego stopnia na wsi, funkcjonowały od reformy reorganizującej administrację wiejską przeprowadzonej jesienią 1954 do momentu ich zniesienia z dniem 1 stycznia 1973, tym samym wypierając organizację gminną w latach 1954–1972.
Gromadę Prząsław z siedzibą GRN w Prząsławiu utworzono – jako jedną z 8759 gromad na obszarze Polski – w powiecie jędrzejowskim w woj. kieleckim, na mocy uchwały nr 13b/54 WRN w Kielcach z dnia 29 września 1954. W skład jednostki weszły obszary dotychczasowych gromad Prząsław (bez przysiółka Prząsław Mały), Sudół, Kamieniec Cierniecki (bez kolonii Przysów) i Chorzewa ze zniesionej gminy Prząsław w tymże powiecie. Dla gromady ustalono 18 członków gromadzkiej rady narodowej.
31 grudnia 1959 do gromady Prząsław przyłączono wsie Caców i Cierno Żabieniec, kolonię Przysów oraz parcelację Cierno ze zniesionej gromady Cierno Żabieniec.
Gromada przetrwała do końca 1972 roku, czyli do kolejnej reformy gminnej.